# 田辺市住民バス
田辺市住民バス（たなべしじゅうみんバス）は、和歌山県田辺市にて運行しているコミュニティバス（自治体バス）。運行形態は、道路運送法の規定に基づく自家用自動車による有償運送（廃止代替バス、いわゆる80条バス）である。

## 概要
田辺市に合併される前の本宮町では本宮町べんりバス（ほんぐうちょうべんりバス）、同じく中辺路町では中辺路町住民バス（なかへちちょうじゅうみんバス）の名でコミュニティバスを運行していたが、それらを合併後の田辺市が引き継いで制度上一纏めにしたものである。その後、民間路線バスの廃止代替として旧龍神村内や旧大塔村内でも運行されるようになった。
- 上記の事情から、路線は本宮地区、中辺路地区、龍神地区、大塔地区に分かれている。
- 運賃は1回利用につき200円均一（高校生以下無料、障害者手帳所持者は半額）。
- 年末年始（12月29日 - 1月3日）は運休。
- 一部路線（大塔地区は全路線）では予約制のデマンドバスとなっており、利用者は第1便は前日まで、2便以降は出発1時間前までに運行担当事業者に電話予約が必要。
- 運行業務を、以下の事業者に委託している。
  - 本宮地区 - 大塔交通社
  - 中辺路地区 - 大塔交通社
  - 龍神地区 - 大塔交通社
  - 大塔地区 - 大塔交通社
- 各地区ごとに、以下の愛称が付けられている。
  - 本宮地区 - 八咫烏号
  - 中辺路地区 - きよひめ
  - 龍神地区 - りゅうちゃん
  - 大塔地区 - 大塔ふれあいバス

## 沿革
- 2000年4月：本宮町にて本宮町べんりバス運行開始。
- 2001年4月：中辺路町にて中辺路町住民バス運行開始。
- 2005年5月1日：本宮町、中辺路町の田辺市への合併により、田辺市住民バスとなる。
- 2008年10月1日：9月末で廃止された御坊南海バス福井 - 川原河間の代替として、龍神地区にて住民バス運行開始。
- 2009年10月：9月末で廃止された明光バス大塔地区内路線（富里線、三川線）の代替として、大塔地区にて住民バス運行開始。
- 2024年4月1日
  - 中辺路地区（栗栖川・近露線を除く）、大塔地区について、ルートを定めず予約に応じて経路を変えて運行する形態に変更。
  - 中辺路地区について、12月29日・30日を運休に変更。
  - 龍神地区について、福井線を廃止し龍神日高川線に統合。

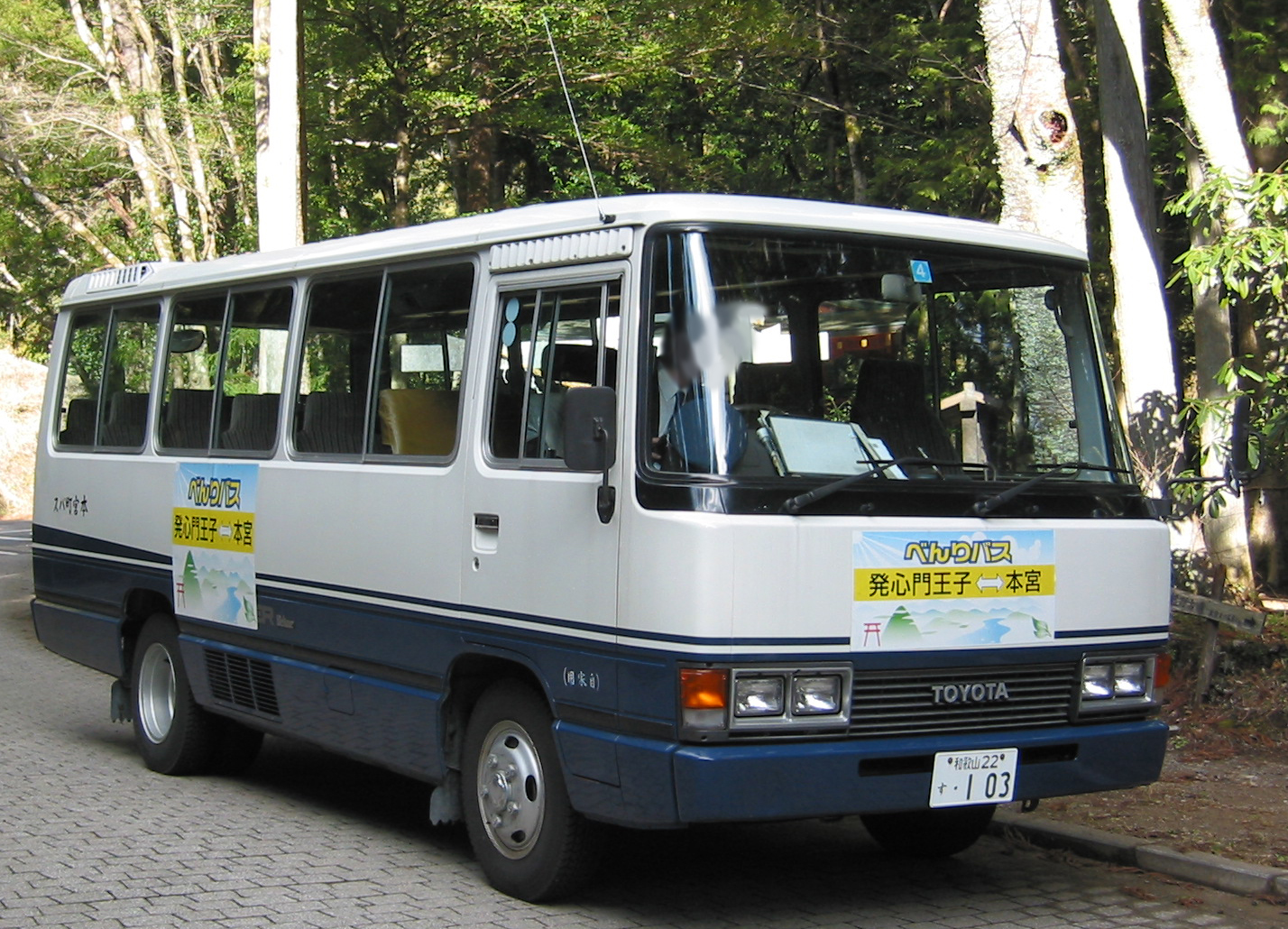
本宮町べんりバス当時の車両（2003年）
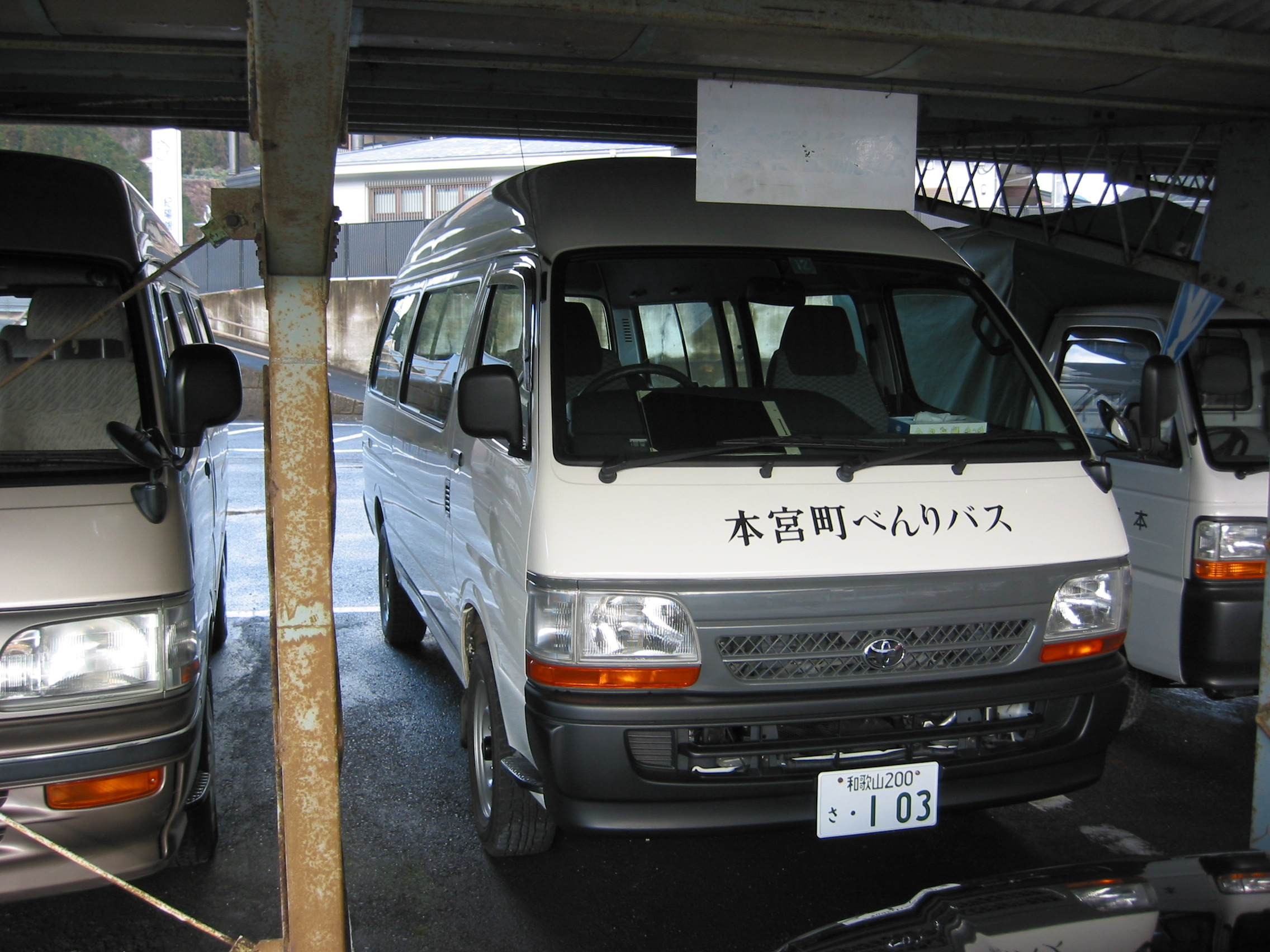
本宮町べんりバス当時の車両（2003年）
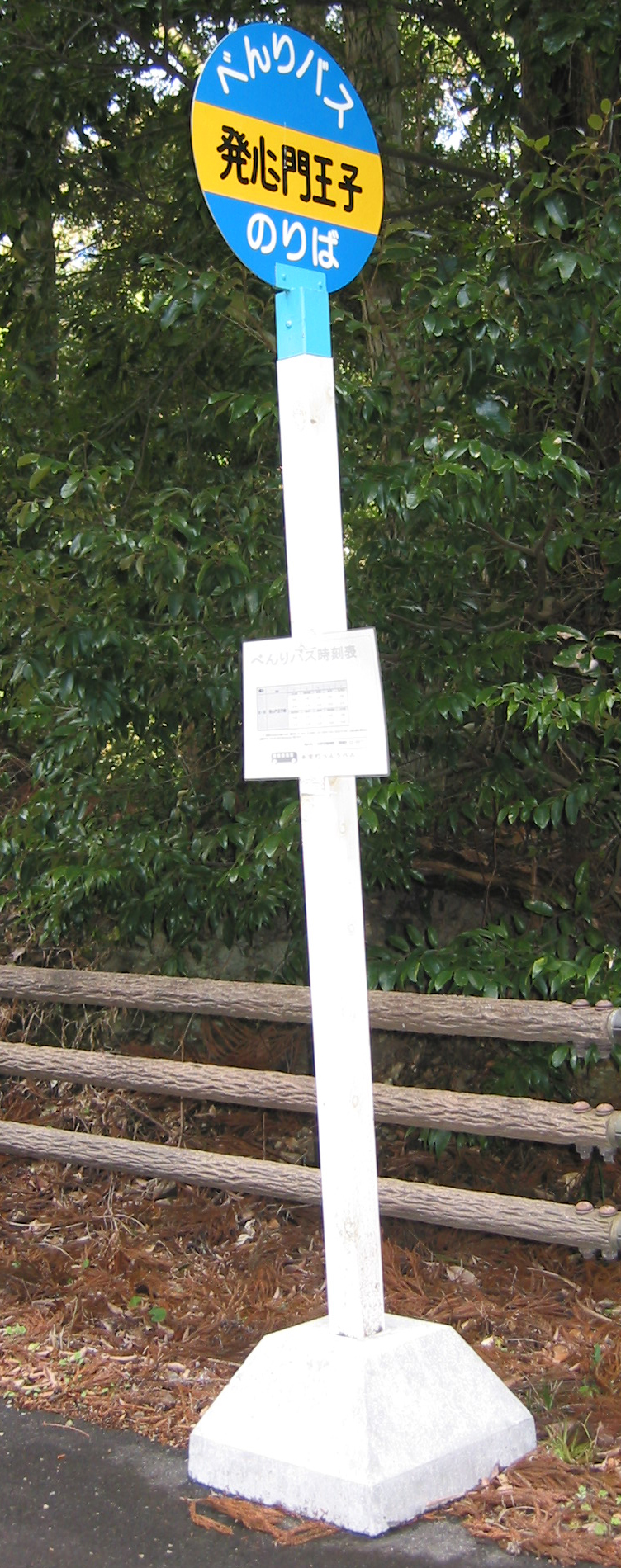
本宮町べんりバス当時のバス停（2003年）
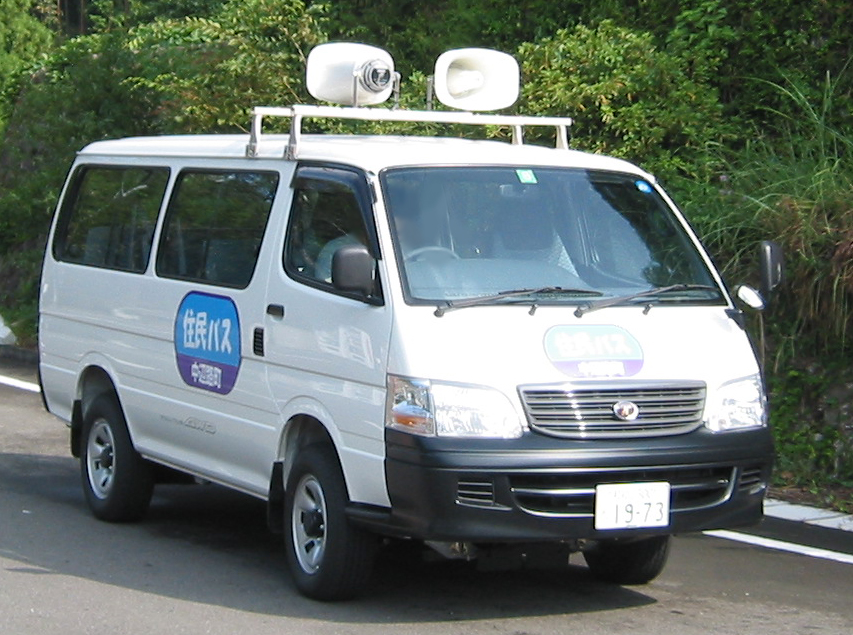
中辺路町住民バス当時の車両（2002年）

## 路線
以下の路線がある。　

### 本宮地区
上番・中下番・発心門線
- 上番 - 発心門 - 伏拝 - 竹の本 - 本宮大社前 - うらら館（→請川）
  - 月曜のみの運行。

上切原・切畑・大居線
- 上切原 - 草合 - 切畑 - 萩 - 大居上地 - 大居集会所前 - 本宮大社前 - うらら館（→請川）
  - 火曜のみの運行。

栗垣内・曲川・小津荷・高山線
- 栗垣内回転場 - 久保野集会所前 - 曲川 - 将監の峰 - 小津荷 - 高山 - うらら館
  - 水曜のみの運行。

小森・一本松・福寿・菊水線
- 三軒茶屋 - 沖の平 - 一本松上地 - 小森上地 - 菊水 - 福寿集会所前 - 伏拝 - 竹の本 - 本宮大社前 - うらら館（→請川）
  - 木曜のみの運行。

武住・野竹・大瀬線線
- 武住公民館前 - 大瀬 - 野竹 - うらら館
  - 金曜のみの運行。

静川・上大野線
- 蓑尾谷 - 白河 - 平 - 静川小学校 - 東和田 - 旧本宮小学校（→本宮中学校） - うらら館
  - 月曜から金曜までのみの運行。

土河屋・本宮線
- 土河屋 → 道の駅奥熊野 → 本宮大社前
  - 祝日及び高校の長期休業日を除く、月曜から金曜までのみの運行。

### 中辺路地区
区域運行型の予約制バス（栗栖川・二川エリア、近野エリア）と、定時定路線型の栗栖川・近露線が運行されている。予約制バスについては、両エリア間の移動はできないため、路線バスを使用するよう案内している。全路線土曜・日曜は運休。
栗栖川・二川エリア
- 栗栖川駅バス停を中心とする、中辺路地区の西側。

近野エリア
- 近露王子バス停を中心とする、中辺路地区の東側。

栗栖川・近露線
- 栗栖川駅 → なかへち美術館 → 近露王子
  - 祝日及び高校の長期休業日を除く、月曜から金曜までのみの運行。

### 龍神地区
龍神日高川線
- 西 - 龍神行政局 - 龍神市民センター - 柳瀬 - 北野 - 原 - 北野 - 福井 - 甲斐の川支所前 - 小家谷 - ぬかごえ - 椿山ダム - 滝頭 - 浅間峠 - 打尾 - 川原河
  - 月曜から金曜までのみの運行。ぬかごえ - 川原河間は日高川町コミュニティバス寒川線も走っている。

丹生ノ川線
- 西 - 龍神行政局前 - ヤマセミ温泉
  - 月・火・木曜のみの運行。

### 大塔地区
区域運行型の予約制バスが運行されている。鮎川診療所前バス停で、路線バスに乗り継ぐことができる。